# Fidelity International
Fidelity International Ltd (FIL) er en multinational Bermuda-baseret formueforvaltningsvirksomhed. I 2022 havde de aktiver under forvaltning for 663 mia. USD.
Selskabet blev etableret i 1969 som et internationalt investeringsdatterselskab til Fidelity Management & Research. I 1980 blev selskabet en uafhængig virksomhed.